# Giuseppe Brioschi
Giuseppe (Josef) Brioschi (* 1802 in Trezzano sul Naviglio; † 1856 in Wien) war ein italienisch-österreichischer Dekorationsmaler.

## Leben und Werk
Giuseppe Brioschi erhielt seine Ausbildung bei Pio Sanquirico (1847–1900), dem er bei den Arbeiten im Inneren des Mailänder Domes half. Im Jahre 1838 wurde er als Hoftheatermaler nach Wien an das Kärntnertor-Theater berufen, wo er bis zu seinem Tode tätig war. Er nahm an den Ausstellungen der Wiener Akademie mit Veduten und Historienbildern teil.
Giuseppe Brioschi ist der Vater des Malers Carlo Brioschi. 